# Sandro Wagner
Sandro Wagner (ur. 29 listopada 1987 w Monachium) – niemiecki trener i piłkarz, który występował na pozycji napastnika lub pomocnika. Kilkukrotny reprezentant Niemiec. Obecnie pełni funkcję trenera klubu FC Augsburg.
W swojej karierze występował między innymi w takich klubach jak: Bayern Monachium, Hertha Berlin czy Hoffenheim.

## Życiorys
Wychowanek Bayernu, zawodnik rezerw tego klubu, wystąpił w kilku sparingach. Dołączony do kadry I zespołu po kontuzji Luki Toniego, Jana Schlaudraffa i Miroslava Klose. 25 lipca w półfinałowym meczu Pucharu Ligi Niemieckiej najpierw zaliczył asystę przy golu Francka Ribéry'ego, a następnie strzelił swoją pierwszą bramkę w oficjalnym meczu. W meczach rezerw Bayernu rozegrał 43 mecze i strzelił 2 bramki. W kadrze pierwszego zespołu występował z numerem 34. W 2008 został zawodnikiem MSV Duisburg. 31 stycznia 2010 został zawodnikiem Werderu Brema. W połowie sezonu 2011/2012 został wypożyczony do zespołu 1. FC Kaiserslautern. 19 lipca 2012 podpisał kontrakt z Herthą Berlin.
W 2009 roku zdobył wraz z reprezentacją Niemiec mistrzostwo Europy w kategorii do lat 21. W finałowym spotkaniu strzelił dwie bramki ustalając wynik spotkania na 4:0.
2 sierpnia 2020 roku zakończył piłkarską karierę.

## Sukcesy

### Bayern Monachium
- Mistrzostwo Niemiec: 2007/2008, 2017/2018, 2018/19
- Puchar Niemiec: 2007/08, 2018/19
- Superpuchar Niemiec: 2018/19
- Puchar Ligi Niemieckiej: 2006/07, 2007/08

### Hertha Berlin
- 2 Bundesliga: 2012/13

### Reprezentacyjne
- Puchar Konfederacji: 2017
- Mistrzostwa Europy U-21: 2009[2]